# Тассілон I
Тассілон I (*Tassilo I, бл. 560—610) — король Баварії у 593/595—610 роках.

## Життєпис
Походив з роду Агілольфінгів. Молодший син Гарібальда I, герцога Баварії, та Вульдетради (доньки Вако, короля лангобардів). Народився близько 560 року. За правління батька не відігравав великої ролі. У 589 році внаслідок вторгнення франків вимушений був перебратися до королівства лангобардів в Італії.
У 593 році батько та брат Грімоальд, що були співправителями, загинули або померли в результаті війни з франками. Хільдеберт II, король Австразії, визнав Тассілона I королем Баварії. Обставини цього не відомі. В подальшому тим не менш іменувався герцогом.
Про взаємини з франками достеменно невідомі. Втім знано, що Тассілон I в цілому проводив самостійну політику. У 595 році він рушив в землі карантан та чехів на території сучасних Східного Тіроля і Каринтії, звідки повернувся з перемогою і великою здобиччю. Радість від цієї перемоги виявилася недовгою.
Проте у наступному поході зазнали нищівної поразки від аварського кагану, сюзерену слов'янських племен. Втім, коли саме це сталося — невідомо. Можливо також, що в цій битві герцог Баварії загинув. Тоді це сталося у 610 році, оскільки в цей рік повідомляється про смерть Тассілона I.
Йому успадковував його син Гарібальд II.